# 尤利婭·卡普里娜
尤利婭·弗拉基米羅夫娜·卡普里娜（俄语：Юлия Владимировна Каплина，1993年5月11日—）是一名俄羅斯女子運動攀登運動員。她曾經獲得2012年世界攀岩錦標賽女子速度賽銀牌和2016年世界攀岩錦標賽女子速度賽銅牌。

## 外部連結
- IFSC （页面存档备份，存于） （英文）
- 尤利婭·卡普里娜的Facebook專頁
- 尤利婭·卡普里娜的Instagram帳戶